# Курган Славы (Мозырь)
Мемориальный комплекс «Курган Славы» — памятник Великой Отечественной войны, расположенный практически в центре города Мозырь в Мозырском районе Гомельской области Республики Беларусь.

## История и описание
Мемориальный комплекс «Курган славы» является памятником событиям Великой Отечественной войны. 875 дней город Мозырь был оккупирован фашистами, с 22 августа 1941 года по 14 января 1944 года. Войска 1-го Белорусского фронта и бойцы Полесского партизанского соединения 14 января 1944 года освободили город Мозырь от немецких захватчиков, 17 частей и соединений Советской Армии в боях за город получили наименование Мозырских. 14 января 1967 год на окраине города Мозырь состоялся митинг, посвященный 23-й годовщине освобождения Мозыря от немецко-фашистских захватчиков, на котором был открыт первый объект мемориала — многометровый Куб с надписью «Абаронцам Радзімы ад мазыран». В 1977 году для увековечивания их памяти открыт мемориальный архитектурно-скульптурный комплекс, авторами которого являются архитектор Г. Воробьёв и Н. Пушкарь.
Обновление Мемориального комплекса «Курган славы» произошло накануне празднования 60-летия Октябрьской революции, главная часть мемориала Братская могила, куда были перезахоронены останки воинов и партизан, находившихся в разрозненных захоронениях на гражданских кладбищах города и района. Была проведена эксгумация и торжественное перезахоронение останков солдат.
Мемориальный комплекс «Курган славы» пополнился ещё двумя памятниками: памятник в честь блокадников и защитников Ленинграда и памятный знак воинам-интернационалистам, воевавшим в Афганистане и не вернувшимся обратно, у мемориального камня была захоронена капсула с афганской землей, окропленной кровью советских солдат.
Сегодня Мемориальный комплекс «Курган славы» — это много композиционное сооружение: 45-метровая стела, куб на гранитном постаменте с гаубицей образца 1938 года, Братская могила — захоронение воинов Советской армии и партизан Полесского партизанского соединения, погибших при освобождении Мозыря в 1944 году, здесь горит Вечный огонь, памятник в честь блокадников и защитников Ленинграда и памятный знак воинам-интернационалистам, а также своего рода сооружения под открытым небом музея военной техники.